# Благодарим за вашата служба
„Благодарим за вашата служба“ (на английски: Thank You for Your Service) е американска биографична военна драма от 2017 г., написан и режисиран от Джейсън Хол (в режисьорския му дебют), и е базиран на едноименната нехудожествена книга от 2013 г., написан от Дейвид Финкел. Във филма участват Майлс Телър, Хейли Бенет, Джо Кол, Ейми Шумър, Беула Коале и Скот Хейз.
Световната премиера на филма се състои на филмовия фестивал на Хъртланд на 15 октомври 2017 г. и е пуснат по кината на Съединените щати на 27 октомври 2017 г. от „Юнивърсъл Пикчърс“.